# NF-보드
NF-보드(New Football Federations-Board), 비공식적으로는 Non-FIFA-Board는 2003년 12월 12일에 설립된 축구 협회이다. 여기에는 FIFA의 비회원국 가운데, 주권국으로서 인정되지 않고 있는 국가들로 구성되어 있다. NF-보드는 FIFA 비회원국이 FIFA 회원 자격을 얻을 때까지 거쳐가는 임시기구로서의 역할을 하고 있다.  NF-보드는 보스만 판결 사건의 당사자였던 벨기에의 축구 선수인 장마르크 보스만의 담당 변호사였던 루크 미손이 유럽의 프로 축구 선수들의 이적의 자유를 위해 설립하여 현재는 사무총장을 맡고 있다.
NF-보드는 회원국간의 체계화된 경기를 목표로 하여, "경쟁적인 축구를 하기 위한 권리"라는 이념을 가지고, VIVA 월드컵을 2006년 11월, 오시타니아에서 1회 대회를 개최하였다. VIVA 월드컵 1회 결승전에서 사미가 모나코를 21-1로 이겼다. 나머지 두 참가국인 오시타니아와 남카메룬도 대회에 참가하였는데, 남카메룬은 비자문제 때문에 모든 경기를 0-3으로 기권패하였다.
2007년 7월, NF-보드는 첫 번째 대륙연맹으로 CSANF (Consejo Sudamericano de Nuevas Federaciones; 영어: South American Council of New Federations, 2007년 5월 25일 설립)를 공식 인가하였다. 그리고 현재 유럽의 FIFA 비회원국의 모임이자 두 번째 비국가 연맹인 CENF (Confederation of European New Federations)를 NF-보드의 회원으로 가입시키는 여부에 대해 토론을 하였는데, 이 대륙연맹은 2009년에 해체되었다.
2008년 12월에 열린 제5차 총회에서는 5개 팀(고조, 아람 시리아, 쿠르디스탄, 파다니아, 프로방스)이 추가로 승인되었고, 사르데냐는 잠정회원국으로 승인되었다.
2009년에는 북아메리카 및 카리브해 북극 지역의 비국가연맹인 NAANF (North America and Arctic New Federations)가 설립되었고, 현재 이 연맹이 NF-보드의 승인시키는 여부에 대해 이야기하고 있다.
2009년 12월, 이탈리아의 양시칠리아 왕국이 회원이 되었고, 2010년 4월에는 이탈리아의 캄파니아 주의 클리엔토가 잠정회원국이 되었다.
2010년 5월, 정회원국이었던 모나코가 탈퇴하게 되었다.

## 회원국

### 정회원국
| - 고조 (유럽) - 그린란드 (북아메리카) - 남몰루카 제도 (아시아) - 남카메룬 (아프리카) - 리예카 (유럽) - 북키프로스 (유럽) | - 사미 (유럽) - 서파푸아 (아시아) - 소말릴란드 (아프리카) - 아람 시리아 (아시아) - 옥시타니아 (유럽) - 왈롱 (유럽) | - 집시 (유럽) - 차고스 제도 (아시아) - 쿠르디스탄 (아시아) - 티베트 (아시아) - 파다니아 (유럽) - 프로방스 (유럽) - 카탈루냐 (유럽) |

### 잠정회원국
| - 마사이 (아프리카) - 사르데냐 (유럽) - 서사하라 (아프리카) - 야프 (오세아니아) | - 양시칠리아 (유럽) - 이스터섬 (남아메리카) - 잔지바르1 (아프리카) - 체첸 공화국 (유럽) | - 카자망스 (아프리카) - 클리엔토 (유럽) - 키리바시 (오세아니아) |

### 준회원국
- 니더작센 (유럽)
- 소제 공화국 (유럽)
- 시랜드 공국 (유럽)
- 세보르가 공국

### 이전 회원국
- 모나코 (유럽) ― 2010년 5월에 탈퇴

1: FIFA의 지역 대륙 연맹의 준회원

## 같이 보기
- 독립 축구 협회 연맹